# Сезамовидна кост
Сезамовидна кост (на латински: os sesamoideum) e кост частично или напълно вкостена, част от сухожилната връзка на даден мускул. Поради тази причина в хистологичния строеж на тези кости липсва надкостница.
Сезамовидните кости се образуват на места, където сухожилие преминава над кости на ръката, стъпалото и коляното. Функционално те имат защитна функция като пазят сухожилието от повреди и увеличават неговата механична сила. Те предпазват сухожилието от сплескване в случаи, когато се увеличава напрежението.
Най-голямата сезамовидна кост е колянното капаче, която представлява костна част от сухожилието на квадрицепса. Ярък пример за наличието на сезамовидна кост е тази, която се противопоставя на лапата при голямата и малката панда и позволява на животните да залавят бамбук.
При домашните животни пръстовият скелет е цялостен с чифт проксимални сезамовидни кости, ossa sesamoidea proximalia и дистална сезамовидна кост, os sesamoideum distale. При всички домашни животни проксималните се намират палмарно на дисталния край на метакаралната кост. При преживни те присъстват само при двата главни пръста. При месоядните дисталната сезамовидна кост остава хрущял. При кон двете проксимални сезамовидни кости са по-големи от тези при говедо.
Другите сезамовидни кости са циамела и фабела